# DJ Casper

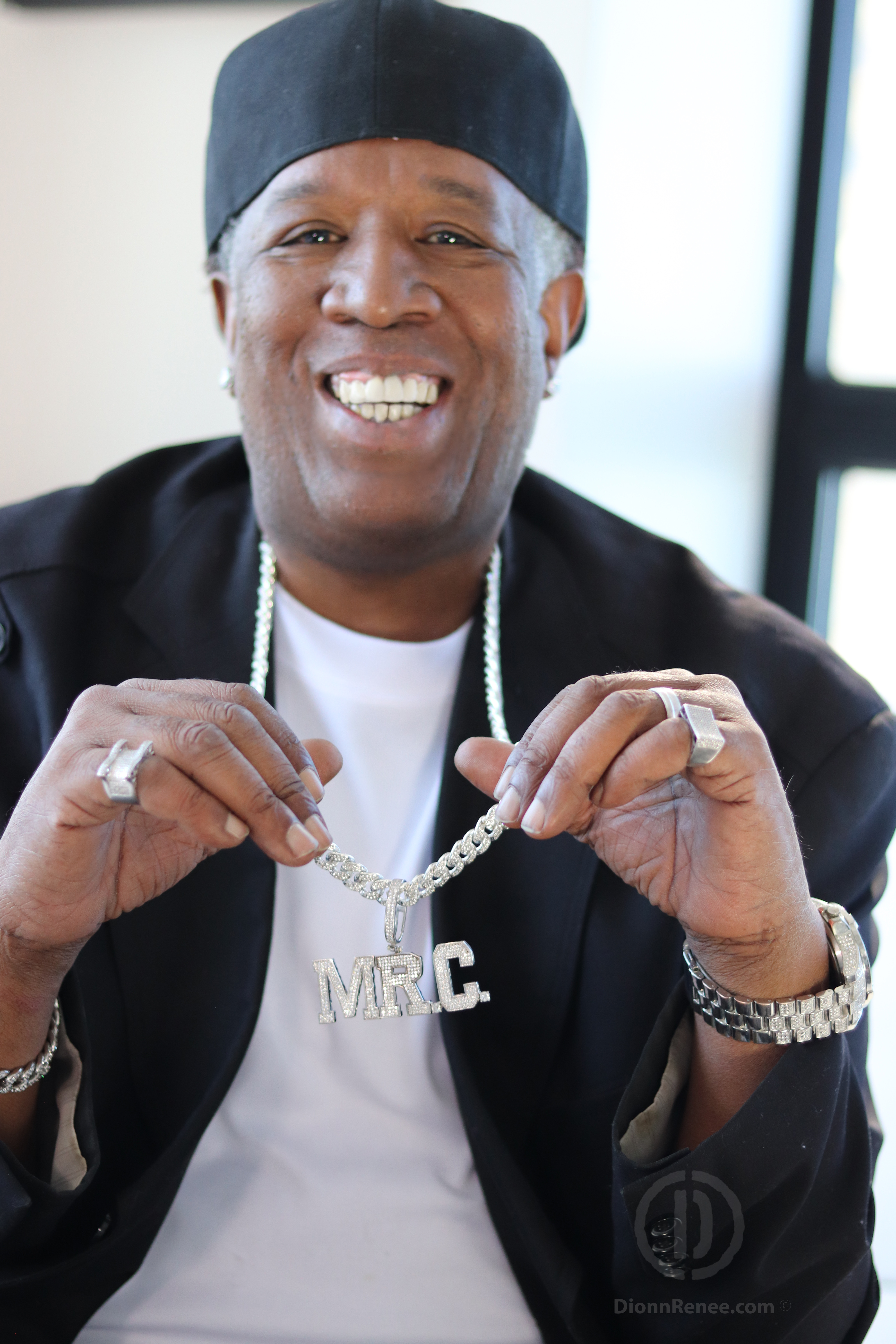
DJ Casper (2023)

DJ Casper (eigentlich William Perry; * 31. Mai 1965 in Brooklyn, New York; † 7. August 2023), auch Mr. C The Slide Man, war ein US-amerikanischer DJ aus Chicago. Bekannt ist er für seinen Nummer-eins-Hit Cha Cha Slide aus dem Jahr 2004.

## Karriere
DJ Casper schrieb den Cha Cha Slide im Jahr 1996 für Balley Total Fitness, einen amerikanischen Fitnessclub. Der Cha Cha Slide ist ein Linientanz mit festgelegter Schrittfolge. DJ Casper schrieb den Song und entwickelte den Tanz dazu. Meistens wird dieser Tanz in Tanzclubs, auf Partys, Bar Mitzwa und Hochzeiten in Kanada, den Vereinigten Staaten, Australien und Großbritannien getanzt. Cha Cha Slide ist eine Update-Version des Electric Slides.
Der Song wurde ein Hit in dem Club, was Casper dazu veranlasste, ihn auf seiner CD Cha-Cha Slide: The Original Slide Album am 19. September 1996 zu veröffentlichen. Später schrieb er noch eine zweite Version die unter dem Namen Cha Cha Slide (Part 2) bekannt wurde.
2001 veröffentlichte er die Single in den USA unter dem Namen Mr. C The Slide Man und konnte damit einen Charthit landen. Noch erfolgreicher war das zugehörige gleichnamige Album, das aus nur sieben Titeln bestand, vier davon Slide-Versionen. Es hielt sich 19 Wochen in den Charts.
2003 benutzte McDonald’s den Song für eine TV-Werbung, woraufhin Perry unter dem Namen DJ Casper im Frühjahr 2004 mit dem Cha Cha Slide Platz 1 der UK-Single-Charts erreichte. Danach fertigte er einen Remix des Hits Oops Upside Your Head der Gap Band an, der ebenfalls noch in die britischen Charts kam.
Er starb am 7. August 2023 im Alter von 58 Jahren.

## Diskografie
Alben
- Cha-Cha Slide (als Mr. C The Slide Man; 2001, USA)

Singles
- Cha-Cha Slide (als Mr. C The Slide Man; 2001, USA)
- Cha Cha Slide (als DJ Casper; 2004, UK)
- Oops Upside Your Head (DJ Casper feat. The Gap Band; 2004)

## Auszeichnungen für Musikverkäufe
| Goldene Schallplatte - Belgien - 2004: für die Single Cha-Cha Slide |

Anmerkung: Auszeichnungen in Ländern aus den Charttabellen bzw. Chartboxen sind in ebendiesen zu finden.
| Land/RegionAuszeichnungen für Musikverkäufe (Land/Region, Auszeichnungen, Verkäufe, Quellen) | Gold     | Platin  | Verkäufe | Quellen     |
| -------------------------------------------------------------------------------------------- | -------- | ------- | -------- | ----------- |
| Belgien (BRMA)                                                                               | Gold1    | —       | 25.000   | ultratop.be |
| Vereinigte Staaten (RIAA)                                                                    | Gold1    | —       | 500.000  | riaa.com    |
| Vereinigtes Königreich (BPI)                                                                 | —        | Platin1 | 600.000  | bpi.co.uk   |
| Insgesamt                                                                                    | 2× Gold2 | Platin1 |          |             |